# 信本敬子
信本 敬子（のぶもと けいこ、1964年（昭和39年）3月13日 - 2021年（令和3年）12月1日）は、日本の脚本家。北海道旭川市出身。
テレビアニメ『カウボーイビバップ』『WOLF'S RAIN』やOVA『マクロスプラス』、テレビドラマ『白線流し』などの脚本で知られた。

## 来歴
北海道立旭川高等看護学院卒業。旭川医科大学医学部附属病院（現・旭川医科大学病院）で看護師として勤務したのち上京し、事務スタッフとして東京ムービー新社やグロービジョンに勤務する。1987年、小山高生主催の「アニメシナリオハウス」を受講（第3期生）。
1989年、『ハートにブルーのワクチン』で、第3回フジテレビヤングシナリオ大賞受賞。その後テレビドラマに限らず、アニメーション、ゲームのシナリオを請け負うシナリオ作家としてデビュー。代表作に『マクロスプラス』（1994年）、『白線流し』（1996年）、『カウボーイビバップ』（1998年）、『WOLF'S RAIN』（2003年）など。2002年、『キングダム ハーツ』（スクウェアエニックス）では、シナリオスーパーバイザーとして参加している。Netflixで配信されたアメリカ製作のドラマ『カウボーイビバップ』では第1話「カウボーイ・ゴスペル」のアソシエイト・プロデューサーを担当。
吉祥寺に在住して活動をつづけていた。晩年は食道癌との闘病で、実家のある北海道に戻るが、周囲には闘病について伝えていなかった。2021年には入院生活となるが、12月1日に死去。57歳没。12月11日に死去したことが公表され、12月16日にはシリーズ構成を担当した『カウボーイビバップ』の公式サイトでも訃報が発表された。
渡辺信一郎監督とは『マクロスプラス』『カウボーイビバップ』などコンビを組むことが多く、没後の2025年に放送された『LAZARUS ラザロ』でも「企画協力：信本敬子」とクレジットされている。渡辺は「初期の企画段階は信本と一緒にやっていて、途中で亡くなってしまったんですが、これを引き継いでちゃんとした作品として残したいなと。それがこの『ビバップ』からつながることの、ひとつの供養になるのかなと思っています」とコメントしている。なお、『LAZARUS ラザロ』最終話となる♯13『THE WORLD IS YOURS』のクレジットにて『Rest in Peace , Keiko Nobumoto 』と哀悼の意が表されている。

## 作品リスト

### テレビドラマ
- ハートにブルーのワクチン（1989年、フジテレビ）
- 世にも奇妙な物語（フジテレビ）
  - 「殺人者は後悔する」（1990年）
  - 「時のないホテル」（1990年）
  - 「瞳の中へ」（1991年）
  - 「バカばっかりだ!」（1991年）
  - 「仙人」（1991年）
- キモチいい恋したい!（1990年、フジテレビ）
- バナナチップスラブ（1991年、フジテレビ）
- ビーナスハイツ（1992年、TBS）
- 白線流しシリーズ（フジテレビ）
  - 連続ドラマ　1996年1月11日-1996年3月21日　全11回（原田裕樹との共同脚本）
  - スペシャルドラマ
    - 白線流し 19の春（1997年8月8日）
    - 白線流し 二十歳の風（1999年1月15日）
    - 白線流し 旅立ちの詩（2001年10月26日）
    - 白線流し 〜二十五歳（2003年9月6日）
    - 白線流し 〜夢見る頃を過ぎても（2005年10月7日）
- L×I×V×E（1999年、TBS）
- バッケンレコードを超えて（2012年、UHB）

### アニメ
- ヒロシマに一番電車が走った（NHK）
- カウボーイビバップ  - シリーズ構成（1998年 - 1999年、テレビ東京、WOWOW ）[8]
- WOLF'S RAIN - BONESと共同原作（2003年、フジテレビ）[9]
- サムライチャンプルー - 第16話（2004年、フジテレビ）
- スペース☆ダンディ - 第8・15・19・22話（2014年）
- キャロル&チューズデイ - 第15話（2019年、フジテレビ）
- LAZARUS ラザロ - 企画協力（2025年）

### 映画
- ワールド・アパートメント・ホラー（大友克洋と共同）
- ナースコール
- 出現! 東京龍 TOKYO DRAGON
- 岸和田少年愚連隊・血煙り純情篇
- COWBOY BEBOP 天国の扉 Knockin' on heaven's door（2001年）
- 東京ゴッドファーザーズ（※今敏と共同、2003年）

### OVA
- マクロスプラス（1994年 - 1995年）
- スペース☆ダンディ（2014年、ピクチャードラマ脚本・絵コンテ・作画監督）

### 著書
- 信本敬子（著）、松岡智惠（ノベライズ）『白線流し』 扶桑社、1997年8月。ISBN 978-4594022921。